# Короткий Анатолій Михайлович
Анатол́ій Миха́йлович Коро́ткий (нар.. 23 грудня 1968, с. Обложки, Глухівський район (нині — Шосткинський район) Сумська область, Українська РСР, СРСР — пом. 18 березня 2022, поблизу м. Києва) — український військовослужбовець 16-го окремого мотопіхотного батальйону «Полтава» 58-мої окремої мотопіхотної бригади ЗС України, який загинув під час російського вторгнення в Україну.

## Життєпис
Народився в 23 грудня 1968 року в с. Обложки на Сумщині. Після закінчення восьмирічної школи мешкав у м. Глухові.
Довгий час працював у правоохоронних органах МВС, потім — у податковій міліції. Контракт із Збройними силами України уклав у 2019 році. Військову службу проходив старшим водієм-гранатометником першої мінометної батареї 16-го окремого мотопіхотного батальйону «Полтава» 58-мої окремої мотопіхотної бригади.
Загинув 18 березня 2022 загинув поблизу с. Буди, при деблокаді м. Чернігів. Похований 21 березня 2022 року в с. Обложках на Сумщині.

## Родина
Без сина залишилась мама, без батька — дві доньки.

## Нагороди
- орден «За мужність» III ступеня (2022, посмертно) — за особисту мужність і самовіддані дії, виявлені у захисті державного суверенітету та територіальної цілісності України, вірність військовій присязі.